# Compañía de Comunicaciones Mecanizada 11
La Compañía de Comunicaciones Mecanizada 11 es una subunidad independiente del Ejército Argentino, alojada en la Guarnición de Ejército «Río Gallegos», Provincia de Santa Cruz. Sirve al Comando de la XI Brigada Mecanizada.

## Origen
Tras la creación de la XI Brigada Mecanizada se formó esta subunidad como su elemento de comunicaciones en el año 1980. Su primer jefe fue el mayor Mario Alberto Vartorelli.

## Historia operativa
Durante la guerra de las Malvinas la subunidad brindó apoyo de comunicaciones desde el continente al personal desplegado en el TOAS conjuntamente con el  Bat Ope Elec  601  en la denominada  Zona de despliegue Continental bajo el mando del Gral Osvaldo J. Garcia. Cte  Cpo Ej Vto, T.O.M. y posteriormente  el CEOPECON
Desde 1992 colabora con personal de cuadros y tropas en los despliegues de cascos azules argentinos en las Misiones de Paz de la ONU.
En 1995 fue protagonista de la operación «Tormenta Blanca», efectuando apoyo a la comunidad debido a la gran nevada producida en la provincia de Santa Cruz en esos momentos.
Realiza habitualmente sus ejercitaciones en los grandes predios de la Patagonia, como lo fue el ejercicio Roca en abril del año 2000, junto a toda la Brigada XI y la presencia del entonces ministro de defensa Ricardo López Murphy.
En marzo de 2010 intervino con sus equipos en el ejercicio «Operación Retrógrada» desarrollado en Santa Cruz, con la presencia de la ministra de Defensa Nilda Garré.